# Iouri Novikov
Pour les articles homonymes, voir Novikov.
Iouri Nikolaïevitch Novikov - en russe : Ю́рий Никола́евич Но́виков et en anglais : Yuri Novikov - (né le 28 février 1954 dans le  Voblast de Minsk en République socialiste soviétique de Biélorussie) est un joueur professionnel russe de hockey sur glace devenu entraîneur.

## Biographie
Il a joué au HK Spartak Moscou dans le championnat d'URSS de 1976 à 1980. Il a représenté l'Équipe d'URSS en sélection jeune de 1972 à 1977. Il est devenu entraîneur dès 1980.